# 呼吉尔诺尔 (锡林浩特市)
呼吉尔诺尔是一个位于中国内蒙古自治区锡林郭勒盟锡林浩特市巴彦宝拉格苏木境内的内流盐湖，地处巴彦宝拉格苏木政府驻地西南约4.5千米，西南临布拉格淖尔。水位920米，面积1.0平方千米。